# Jay Hernández
Pour les articles homonymes, voir Hernández.
Javier Manuel « Jay » Hernández, Jr est un acteur américano-mexicain, né le 20 février 1978 à Montebello en Californie.
Il est principalement connu pour avoir joué dans le film Crazy/Beautiful en 2001, aux côtés de l'actrice Kirsten Dunst.

## Biographie
Jay Hernández est né le 20 février 1978 à Montebello en Californie. Ses parents sont Isis et Javier Hernandez, Sr. 
Il a deux frères aînés, Gabriel et Michael et une sœur cadette, Amelia.[réf. nécessaire]

### Vie privée
Il est marié depuis 2006 à l'actrice américaine Daniella Deutscher.[réf. nécessaire]

## Carrière
En 2018, il succède à Tom Selleck dans le rôle culte de Thomas Magnum dans la série Magnum diffusée sur CBS.

## Filmographie

### Cinéma
- 2000 : Living the Life d'Alex Munoz : Kikicho
- 2001 : Une virée en enfer (Joy Ride) de John Dahl : Soldat
- 2001 : Sexy/Crazy (Crazy/Beautiful) de John Stockwell : Carlos Núñez
- 2002 : Rêve de champion (The Rookie) de John Lee Hancock : Joaquin « Wack » Campos
- 2004 : Torque, la route s'enflamme (Torque) de Joseph Kahn : Dalton
- 2004 : Piège de feu (Ladder 49) de Jay Russell : Keith Perez
- 2004 : Friday Night Lights de Peter Berg : Brian Chavez
- 2005 : L'Impasse : De la rue au pouvoir (Carlito's Way : Rise to Power) : Carlito Brigante
- 2005 : Nomad de Sergueï Bodrov : Erali
- 2006 : Hostel d'Eli Roth : Paxton
- 2006 : World Trade Center d'Oliver Stone : Dominick Pezzulo
- 2007 : Hostel, chapitre II (Hostel : Part II) d'Eli Roth : Paxton
- 2007 : Live ! de Bill Guttentag : Pablo
- 2008 : En Quarantaine (Quarantine) de John Erick Dowdle : Jake
- 2008 : Harcelés (Lakeview Terrace) de Neil LaBute : Javier Villareal
- 2008 : American Son de Neil Abramson (en) : Junior
- 2009 : Nothing Like The Holidays d'Alfredo Rodriguez de Villa : Ozzy
- 2010 : Takers de John Luessenhop : Eddie Hatcher
- 2012 : LOL USA (LOL) de Lisa Azuelos : James
- 2015 : Max de Boaz Yakin : Sergent Reyes
- 2016 : Suicide Squad de David Ayer : Chato Santana / El Diablo[1]
- 2016 : Bad Moms de Jon Lucas et Scott Moore : Jessie Harkness
- 2017 : Bad Moms 2 (A Bad Moms Christmas) de Jon Lucas et Scott Moore : Jessie Harkness
- 2017 : Bright de David Ayer : Shérif Rodriguez
- 2017 : The Night Is Young de Dave Hill et Matt Jones : Dean
- 2019 : Toy Story 4 de Josh Cooley : Le père de Bonnie (voix)

#### Courts métrages
- 2007 : Thanksgiving d'Eli Roth : Bobby
- 2011 : The Great Gatsby in Five Minutes de Michael Almereyda : Jay Gatsby

### Télévision

#### Séries télévisées
- 1998 : USA High : Jose
- 1998 - 2000 : La fille de l'équipe (Hang Time) : Antonio Lopez
- 1999 : Undressed : Eddie
- 2000 : One World : Octavio
- 2002 : American Family : Cisco Gonzalez
- 2006 : Six Degrees : Carlos Green
- 2006 : Karas : Nue (voix)
- 2012 : Last Resort: Paul Wells
- 2013 : Nashville : Dante Rivas
- 2013 : Ghost Ghirls : Agent Sanchez
- 2014 : Gang Related : Daniel Acosta
- 2015 : The Expanse : Dimitri Havelock
- 2017 : Scandal : Curtis Pryce
- 2018 - 2024 : Magnum (Magnum P.I.) : Thomas Magnum
- 2020 : Hawaii 5-0 (Hawaii Five-0) : Thomas Magnum

#### Téléfilms
- 2009 : Body Politic de Scott Winant : Ben
- 2010 : Gimme Shelter de Christopher Chulack :
- 2013 : Trooper de Craig Gillespie : Carlos Coto